# أمريكا الصغيرة (مسلسل)
أمريكا الصغيرة أو ليتل أمريكا (بالإنجليزية: Little America) هو مسلسل تلفزيوني أنثولوجي أمريكي تم إنتاجه لصالح خدمة آبل تي في+. عرض لأول مرة في 17 يناير 2020. تم تجديد المسلسل لموسم ثانٍ، الذي عرض في 9 ديسمبر 2022.

## الموضوع
يهدف مسلسل "ليتل أمريكا" إلى "التعمق فيما وراء العناوين لتسليط الضوء على حياة المهاجرين في أمريكا، من خلال قصصهم المضحكة والرومانسية والمؤثرة والملهمة وغير المتوقعة، في وقت تصبح فيه قصصهم أكثر أهمية من أي وقت مضى." يتناول المسلسل مهاجرين من خلفيات وأصول مختلفة، وتركز كل حلقة على قصة واحدة مستقلة بذاتها.

## المواسم والحلقات
يحتوي مسلسل "ليتل أمريكا" على موسمين فقط:
| الموسم | الحلقات | تاريخ البث    |
| ------ | ------- | ------------- |
| 1      | 8       | 17 يناير 2020 |
| 2      | 8       | 9 ديسمبر 2022 |

## الإنتاج
في 8 فبراير 2018، تم الإعلان عن أن شركة آبل كانت تعمل على تطوير مسلسل تلفزيوني مستند إلى مجموعة القصص الحقيقية "ليتل أمريكا" التي نُشرت في مجلة Epic Magazine. كان من المقرر أن يكتب المسلسل لي آيسنبرج، كميل نانجياني، وإميلي في. غوردون، الذين تولوا أيضًا مهام الإنتاج التنفيذي إلى جانب سيان هيدر، ألان يانغ، جوشوا بيرمان، وجوشوا ديفيس. كما عمل آرثر سبكتور كمنتج تنفيذي مساعد. كان لي إيسنبرغ وسيان هيدر هما المسؤولان عن إدارة المسلسل. تشمل شركات الإنتاج المشاركة في المسلسل يونيفرسال تيليفيجن. في 19 يونيو 2018، تم الإعلان عن أن شركة آبل قد أعطت الضوء الأخضر للإنتاج من خلال طلب سلسلة.
بدأ تصوير المسلسل في نيوجيرسي في أوائل عام 2019. ومع ذلك، تم تصوير الحلقة الثامنة من الموسم الأول، "الابن" (التي تتناول قصة طالب لجوء مثلي من سوريا)، في مقاطعة كيبيك الكندية بسبب قرار الرئيس الأمريكي التنفيذي رقم 13780 الذي منع بعض الممثلين من دخول الولايات المتحدة للتصوير. تم تجديد المسلسل لموسم ثاني في ديسمبر 2019، قبل عرض الموسم الأول. عرض الموسم الثاني في 9 ديسمبر 2022، مع موسم يتكون من ثماني حلقات.